# Fresnoy-le-Grand
Fresnoy-le-Grand – miejscowość i gmina we Francji, w regionie Hauts-de-France, w departamencie Aisne.
Według danych na styczeń 2014 roku gminę zamieszkiwało 3129 osób, a gęstość zaludnienia wynosiła 207,9 osób/km².
W miejscowości znajduje się fabryka naczyń emaliowanych marki Le Creuset. 